# Очиток белый
Очиток белый (лат. Sedum album) — вид декоративных почвопокровных растений рода Очиток (Sedum) семейства Толстянковые (Crassulaceae).

## Название
Родовое латинское название Sedum происходит от лат. sedare, что означает «усмирять» (сочные листья обладают свойствами болеутоляющего средства при обработке ран) или sedere – сидеть (многие виды распространены по поверхности земли). Русское название рода «Очиток» заимствовано из украинского языка и происходит от украинского слова «очисток», так как растение применяется в качестве лечебного очищающего средства.
Видовой латинский эпитет album происходит от лат. albus — «белый».

## Ботаническое описание
Травянистое многолетнее поликарпическое растение с ползучими и коротковосходящими стеблями, сильно разветвлёнными, особенно у основания, где они густо железисто-опушены и не несут розеток. Листья расположены очередно, прижаты, сидячие; пластинка зелёная, часто с красноватым оттенком (стебли и листья приобретают пурпурный оттенок весной и осенью, сохраняя тёмно-зелёную окраску в течение лета), не сизоватая, от линейной до яйцевидной, подтёртая, адаксиальная поверхность немного уплощена, размером 4–20(25) × 1–20 мм, основание едва отогнутое, не шершавое, вершина тупая или закругленная (поверхности голые или редко волосатые).
Соцветие — 3–5-разветвлённая метёлка с 15–50+ цветками; прицветники похожи на листья, но мельче. Цветоносы прямостоячие, простые, ветвистые, высотой 5–18(30) см (голые или редко опушённые). Цветоножки 3–5 мм. Цветки мелкие, 5-членные; чашелистики прямостоячие, сросшиеся у основания, зелёные, от яйцевидных до треугольных, равные, 0,5–1,5 × 0,2–0,5 мм, на вершине острые (голые или редко и мелко опушённые); лепестки раскидистые, отчётливые, белые, реже розовые, ланцетные, нерассеченные, 2–4,5 мм длиной, на вершине подострые; нити белые; пыльники красные; нектарные чешуйки белые или жёлтые, лопатчатые. Плодолистики прямостоячие, отчётливые, беловатые. Растение начинает вегетацию в середине апреля, цветет с июля по начало августа и плодоносит в конце августа.
Число хромосом: 2n = 34, 51, 68, 85, 102, 136.

## Распространение и экология
Ареал обитания включает следующие территории: Албания, Алжир, Австрия, Балеарские острова, Бельгия, Болгария, Чехия, Словакия, Дания, Финляндия, Франция, Германия, Греция, Венгрия, Иран, Италия, Ливан, Сирия, Ливия, Марокко, Нидерланды, Норвегия, Португалия, Румыния, Испания, Швеция, Швейцария, Закавказье, Тунис, Турция, Украина, страны бывшей Югославии.
Вид был интродуцирован в страны Балтии, Беларусь, Польшу, Великобританию, Ирландию, некоторые штаты США, провинции Канады и Тасманию (Австралия). Очиток белый впервые был зафиксирован как интродуцированный в США в 1934 году.

## Таксономия
Sedum album L., первое упоминание в Sp. Pl.: 432 (1753).

### Синонимы
- Leucosedum album (L.) Fourr.
- Oreosedum album (L.) Grulich
- Sedum album subsp. teretifolium Syme
- Sedum teretifolium Lam.

### Подвиды
Подтвержденные подвиды в соответствии с данными сайта Plants of the World Online на 2024 год:
- Sedum album subsp. album
- Sedum album subsp. rupimelitense Mifsud, R.Stephenson & Thiede — подвид описан в 2015 году на Мальте[8]
- Sedum album subsp. serpentini (Janch.) Barina

## Физиология
Очиток белый способен приспосабливаться к окружающим условиям. Он может переключаться между C3-фотосинтезом и CAM-фотосинтезом в зависимости от наличия воды. CAM экономит воду, поскольку устьица на листьях открываются только для того, чтобы позволить CO₂ диффундировать в листья ночью, когда температура (и, следовательно, суммарное испарение) ниже. Растения, испытывающие стресс от засухи, также более восприимчивы к фотоингибированию, от которого может помочь защититься САМ.

## Применение
Может использоваться как декоративное садовое растение. Может использоваться в альпийских горках, рокариях, вазонах и контейнерах. Подходит для озеленения больших территорий как почвопокровное растение.
Существуют различные сорта и формы: 
- Sedum album 'Coral Carpet'[12]
- Sedum album f. atropurpureum[13]